# Crash pad

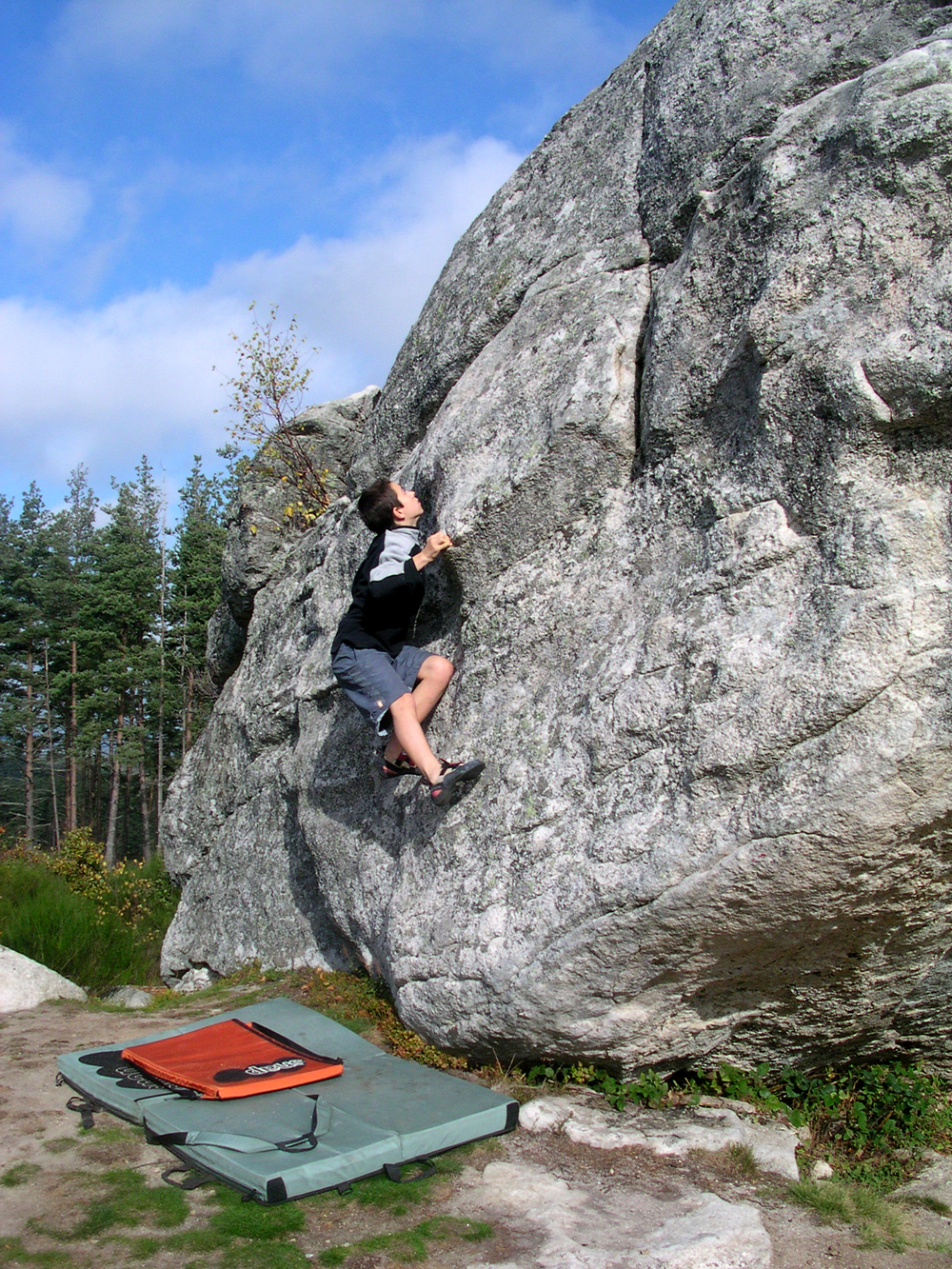
Crash pad

Crash pad är en landningsmadrass som används i sporten bouldering för att skydda mot vassa stenar vid fall. Den kan även användas för att skydda mot en stor pendel vid repklättring. En crash pad är oftast runt sju cm tjock och bäres på ryggen. Madrassen är oftast tillverkad av 2 olika skumgummin, ett hårdare över ett mjukare för att minska risken för genomslag. Crash paden kan också användas som en liten dubbelsäng när man sover i fält.